# Cortinarius violaceus
Cortinarius violaceus (L.) Gray, 1821 è una specie di fungo della famiglia Cortinariaceae  caratterizzato dal colore violaceo uniforme, dall'aspetto vellutato della cuticola del cappello e dal particolare odore.

## Descrizione della specie

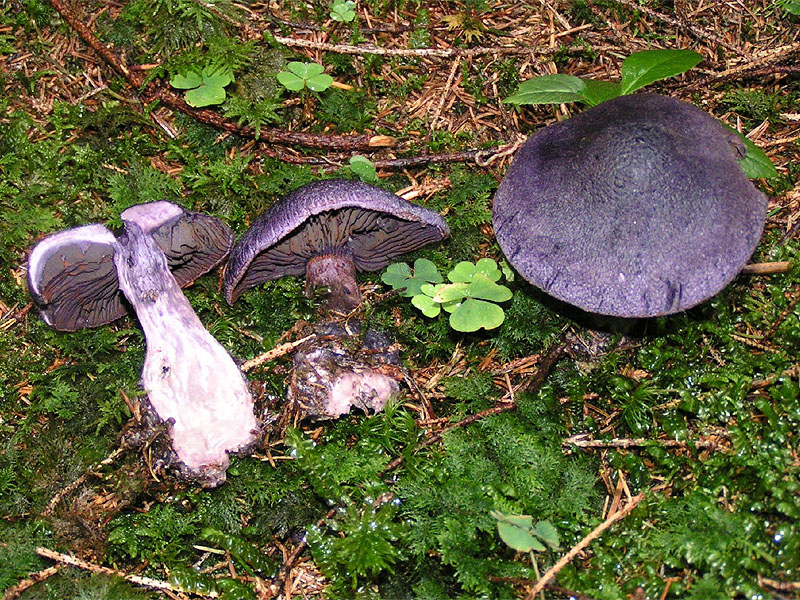
Cortinaceus violaceus

Cappello 
6–15 cm di diametro, prima emisferico, poi convesso-appianato, colore violetto scuro, tomentoso, secco, carnoso.
 Lamelle 
Colore viola scuro, bruno-cannella con la maturazione delle spore, sinuato-adnate, larghe, spesso anastomosate (collegate alla base da venature).
 Gambo 
6-12 x 1–2 cm, con superficie fibrillosa, dello stesso colore del cappello o un po' più pallida, claviforme, prima pieno, poi vuoto;
 Cortina 
cortina violacea e fugace che lascia presto sulla parte superiore del gambo una decorazione, sulla quale si depositano le spore di colore ruggine.
 Carne 
Violetta, molle, spugnosa.
- Odore: di cuoio di Russia.
- Sapore: dolce.

 Spore 

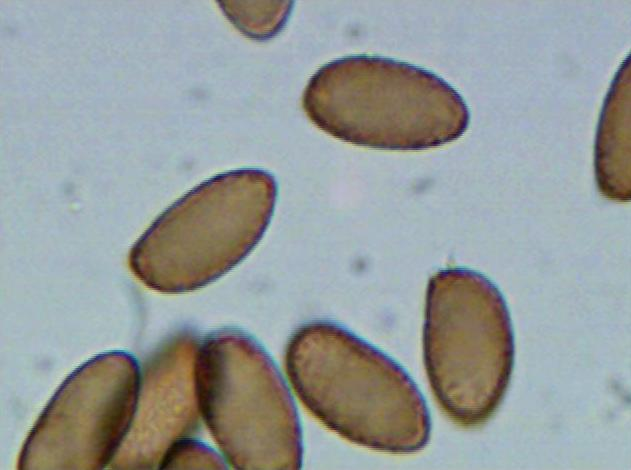
Spore di C. violaceus

Di color ocra-fulvo, 12-17 x 7-10 µm.

## Habitat
Cresce in estate-autunno, principalmente in boschi di conifere, ma occasionalmente anche sotto latifoglie.

## Commestibilità

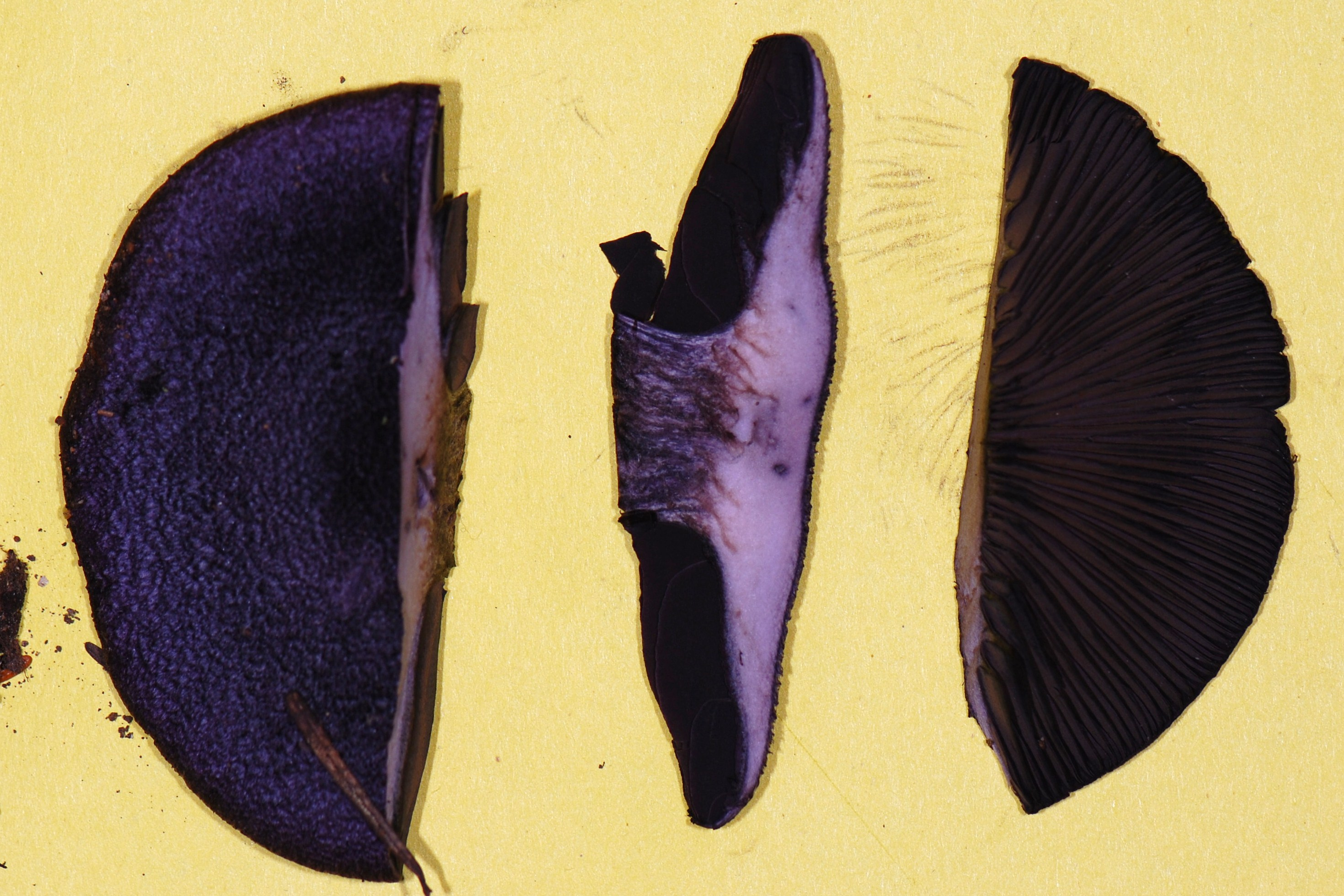
Cappello in sezione

Commestibile. Si sconsiglia vivamente il consumo di questa specie per il forte odore della carne, che si intensifica durante la cottura e per le sue mediocri qualità organolettiche.
Attenzione!
confondibile con Cortinari congeneri di colore viola, non commestibili oppure tossici o di commestibilità non accertata.

## Specie simili
- In letteratura sono descritte due varietà di Cortinarius violaceus, che alcuni autori considerano come sottospecie o addirittura come specie autonome, ovvero la var. violaceus, che cresce sotto le latifoglie ed ha spore più allungate, e la var. hercynicus, che cresce sotto le aghifoglie ed ha spore subglobose. Le differenze tra le due varietà sono tuttavia così poco consistenti che è preferibile considerarle come variabilità nell'ambito di un'unica entità tassonomica.
- Cortinarius caesiocyaneus, Cortinarius rufoolivaceus, Cortinarius coerulescens ed altri cortinari di colore violaceo-lilla.

## Sinonimi e binomi obsoleti
- Agaricus violaceus L., Sp. pl. 2: 1173 (1753)
- Amanita araneosa var. violaceus (L.) Lam., Encycl. Méth. Bot. (Paris) 1(1): 106 (1783)
- Cortinarius violaceus (L.) Gray, Nat. Arr. Brit. Pl. (London) 1: 628 (1821) var. violaceus
- Cortinarius violaceus (L.) Gray, Nat. Arr. Brit. Pl. (London) 1: 628 (1821) subsp. violaceus
- Inoloma violaceum (L.) Wünsche, Die Pilze: 128 (1877)
- Gomphos violaceus (L.) Kuntze, Revis. gen. pl. (Leipzig) 3(2): 478 (1898)
- Agaricus violaceus L., Sp. pl. 2: 1173 (1753) var. violaceus
- Agaricus violaceus var. elegans Pers., Observ. mycol. (Lipsiae) 2: 44 (1800)
- Agaricus violaceus var. opacus Pers., Observ. mycol. (Lipsiae) 2: 44 (1800)